# Joyce Bland
Joyce Bland (10 de maio de 1906 – 24 de agosto de 1963) foi uma atriz galesa, que atuou durante a era do cinema mudo, na década de 1930.

## Filmografia selecionada
- Good Night, Vienna (1932)
- The Flag Lieutenant (1932)
- The Barton Mystery (1932)
- The Crime at Blossoms (1933)
- Spy of Napoleon (1936)
- Victoria the Great (1937)
- Dreaming Lips (1937)
- The Citadel (1938)